# قسم المركزي (بوكان)
قسم المركزي (بالكردية: ناوچەی ناوەندی) هي قسم في مقاطعة بوكان، محافظة أذربیجان الغربیة في إيران. حسب إحصاءات سنة 2006، بلغ إجمالي السكان في قسم المركزي 177,236 نسمة وعدد المساكن بلغ 37,525 مسكن.